# Muerte de un viajante (película de 1951)
Muerte de un viajante es una película estadounidense de 1951, dirigida por László Benedek. Protagonizada por Fredric March, Mildred Dunnock, Kevin McCarthy y Cameron Mitchell en los papeles principales, está basada en la obra de teatro homónima de Arthur Miller, escrita en 1949.

## Sinopsis
Willy Loman (Fredric March) es un viajante de comercio, de 60 años, que ha perdido su empleo, y comienza a preguntarse si ha logrado tener éxito en los esfuerzos que ha hecho durante toda su vida. Descubre que en ella existen más decepciones, oportunidades perdidas y sobre todo metas irracionales, que triunfos. Intenta comunicarse con su familia, compuesta por su esposa, Linda (Mildred Dunnock) y sus dos hijos, Biff (Kevin McCarthy) y Happy (Cameron Mitchell); y queda sumido en la confusión, al darse cuenta de que su esposa aún lo ama, pero que ha sufrido toda su vida junto a él. Sus hijos, que en la infancia lo adoraban, ahora lo desprecian. Willy siente que la angustia lo consume y comienza a buscar con desesperación las causas de su fracaso vital, lo que lo lleva a perder su contacto con la realidad.

## Reparto
- Fredric March - Willy Loman
- Mildred Dunnock - Linda Loman
- Kevin McCarthy - Biff Loman
- Cameron Mitchell - Happy Loman
- Howard Smith - Charley
- Royal Beal - Ben
- Don Keefer - Bernard
- Jesse White - Stanley
- Claire Carleton - Miss Francis
- David Alpert - Howard Wagner

## Premios
- 4 premios Globo de Oro 1952: a la mejor fotografía, al mejor director y al actor más promisorio (Kevin McCarthy)
- Premio Copa Volpi 1952: al mejor actor: Fredric March